# Eleotris melanosoma
Eleotris melanosoma е вид лъчеперка от семейство Eleotridae.

## Разпространение
Видът е разпространен в Австралия (Куинсланд), Американска Самоа, Вануату, Индонезия, Кения, Китай, Мадагаскар, Малдиви, Мозамбик, Нова Каледония, Палау, Папуа Нова Гвинея, Провинции в КНР, Самоа, Северна Корея, Северни Мариански острови, Сейшели, Сингапур, Тайван, Тайланд, Танзания, Тонга, Фиджи, Филипини, Френска Полинезия, Хонконг, Южна Африка, Южна Корея и Япония.